# Republic Motor Truck Company

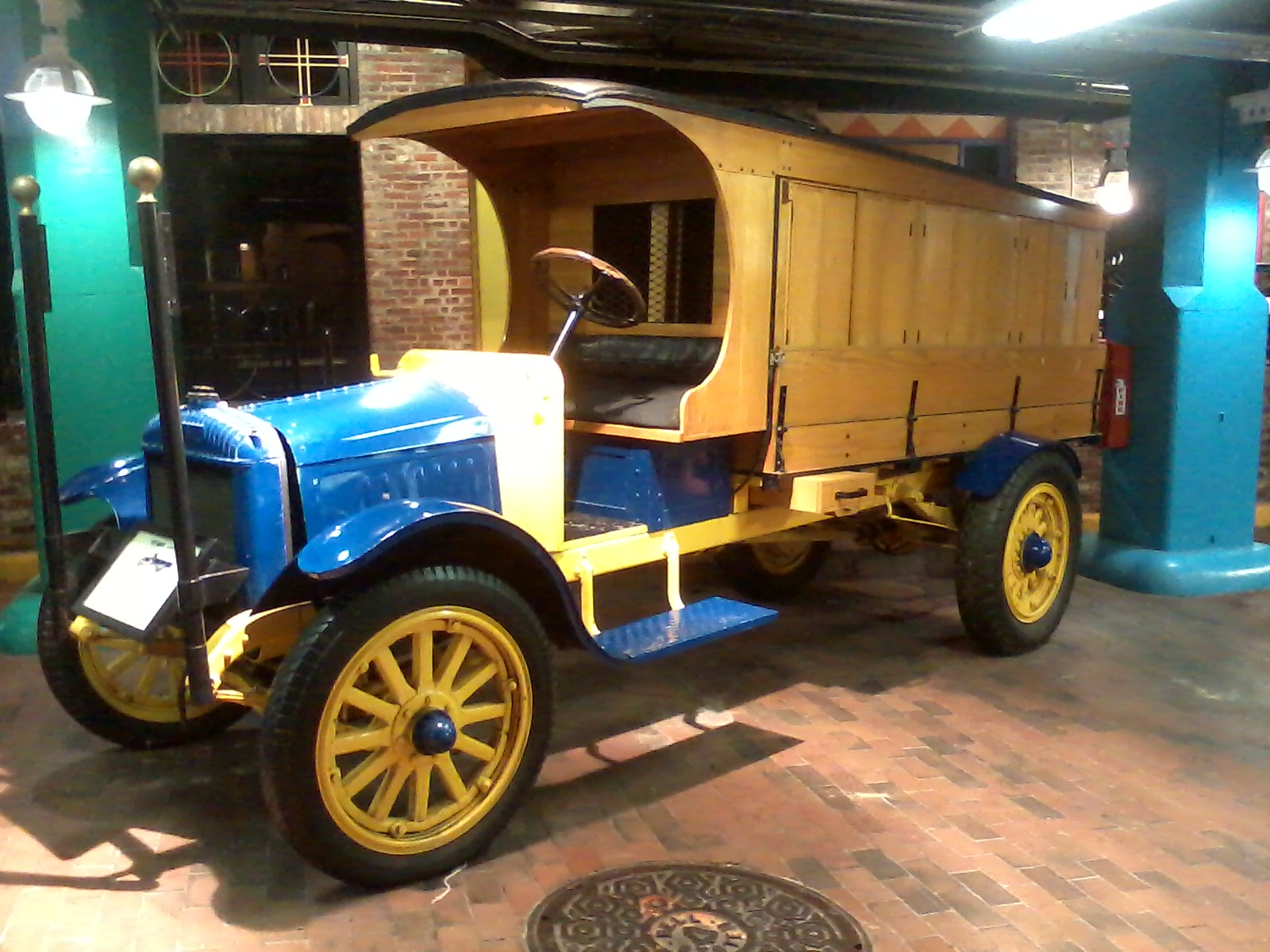
Republic von 1918

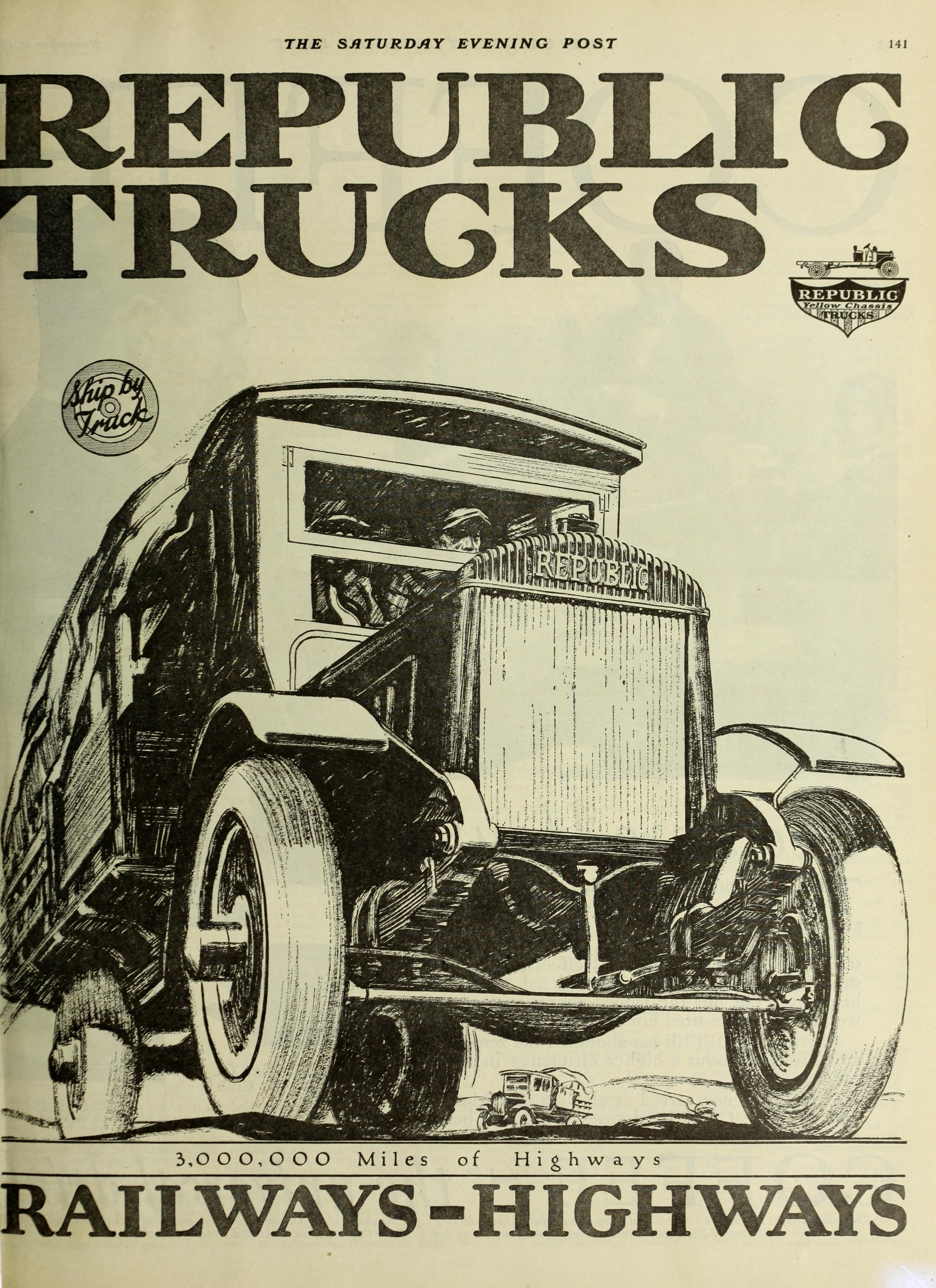
Republic von 1920

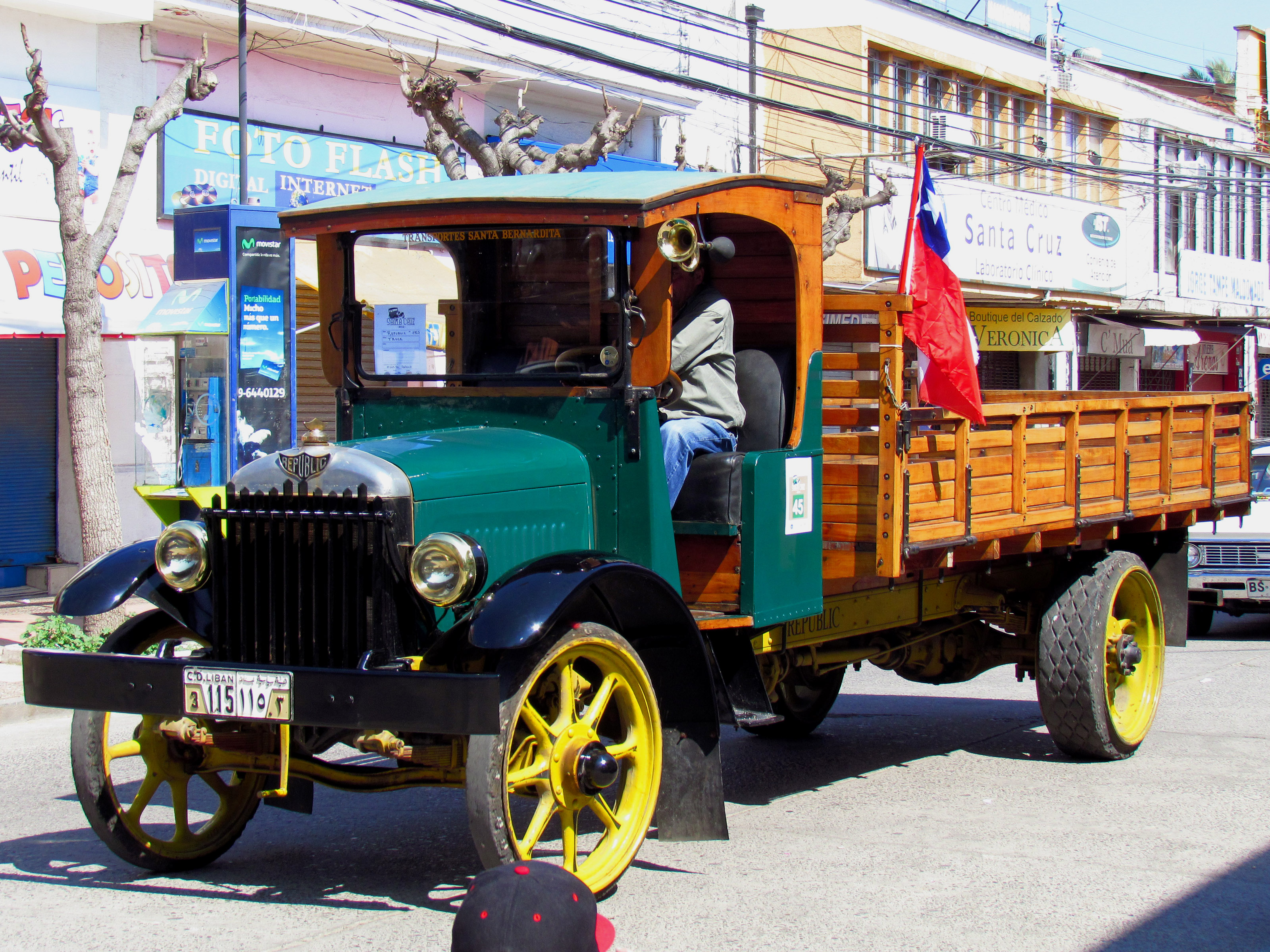
Republic von 1923

Republic Motor Truck Company war ein Hersteller von Nutzfahrzeugen aus den USA.

## Unternehmensgeschichte
Das Unternehmen wurde 1914 in Alma in Michigan gegründet. Als Vorgänger gilt Alma Motor Truck Company. Im gleichen Jahr begann die Produktion von Lastkraftwagen. Der Markenname lautete Republic. 1918 und 1919 war das Unternehmen mit jährlich hergestellten 10.000 Fahrzeugen der größte Lkw-Hersteller der USA. 1926 kam es zur Umwandlung in eine Inc.
1929 kam es zur Fusion mit einem Unternehmensteil von American LaFrance zur LaFrance-Republic Corporation. Für den Export ins Vereinigte Königreich wurden der ursprüngliche Markenname noch bis 1931 verwendet.

## Fahrzeuge
Die ersten Modelle hatten 1,5 und 2 Tonnen Nutzlast. Motoren kamen von Continental, Lycoming und Waukesha.
In den 1920er Jahren umfasste das Sortiment Fahrzeuge mit 1 bis 5 Tonnen Nutzlast. Außerdem gab es Omnibusse mit 16, 20, 26 und 32 Sitzen. Ab 1927 waren Sechszylindermotoren erhältlich.